# (36191) 1999 TY78
1999 تي واي 78 (ويعرف أيضًا باسم (36191) 1999 تي واي 78 وفق تسمية الكوكب الصغير) (بالإنجليزية: 1999 TY78)‏ هو كويكب ضمن حزام الكويكبات؛ وترتيبه 36191 من حيث الاكتشاف.
اكتُشف هذا الجُرم الفلكي بواسطة سبيس واتش في 11 أكتوبر 1999.

## وصلات خارجية
- (36191) 1999 TY78 في قاعدة بيانات مختبر الدفع النفاث لأجرام النظام الشمسي الصغيرة

- الاكتشاف · مخطط المدار ·  العناصر المدارية · المعلمات المادية

- (36191) 1999 TY78 على موقع ويكي سكاي: DSS2, SDSS, GALEX, IRAS, Hydrogen α, X-Ray, Astrophoto, Sky Map, Articles and images